# Districte municipal d'Utena
El municipi d'Utena (en lituà: Utenos rajono savivaldybė) és un dels 60 municipis de Lituània, situat dins del comtat d'Utena, i que forma part de la regió d'Aukštaitija. La capital del municipi és la ciutat homònima.

## Natura i geografia

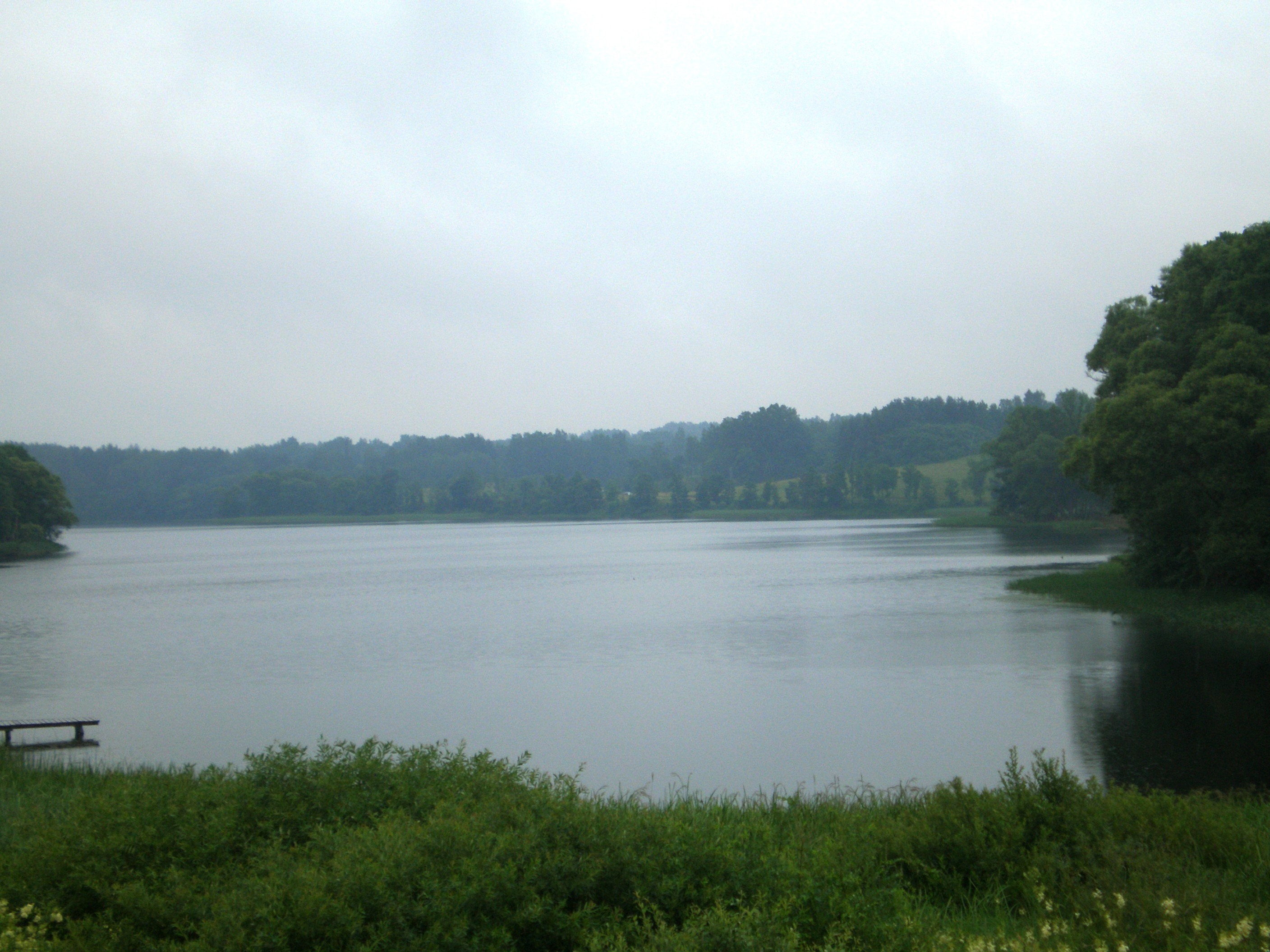
Tauragnas
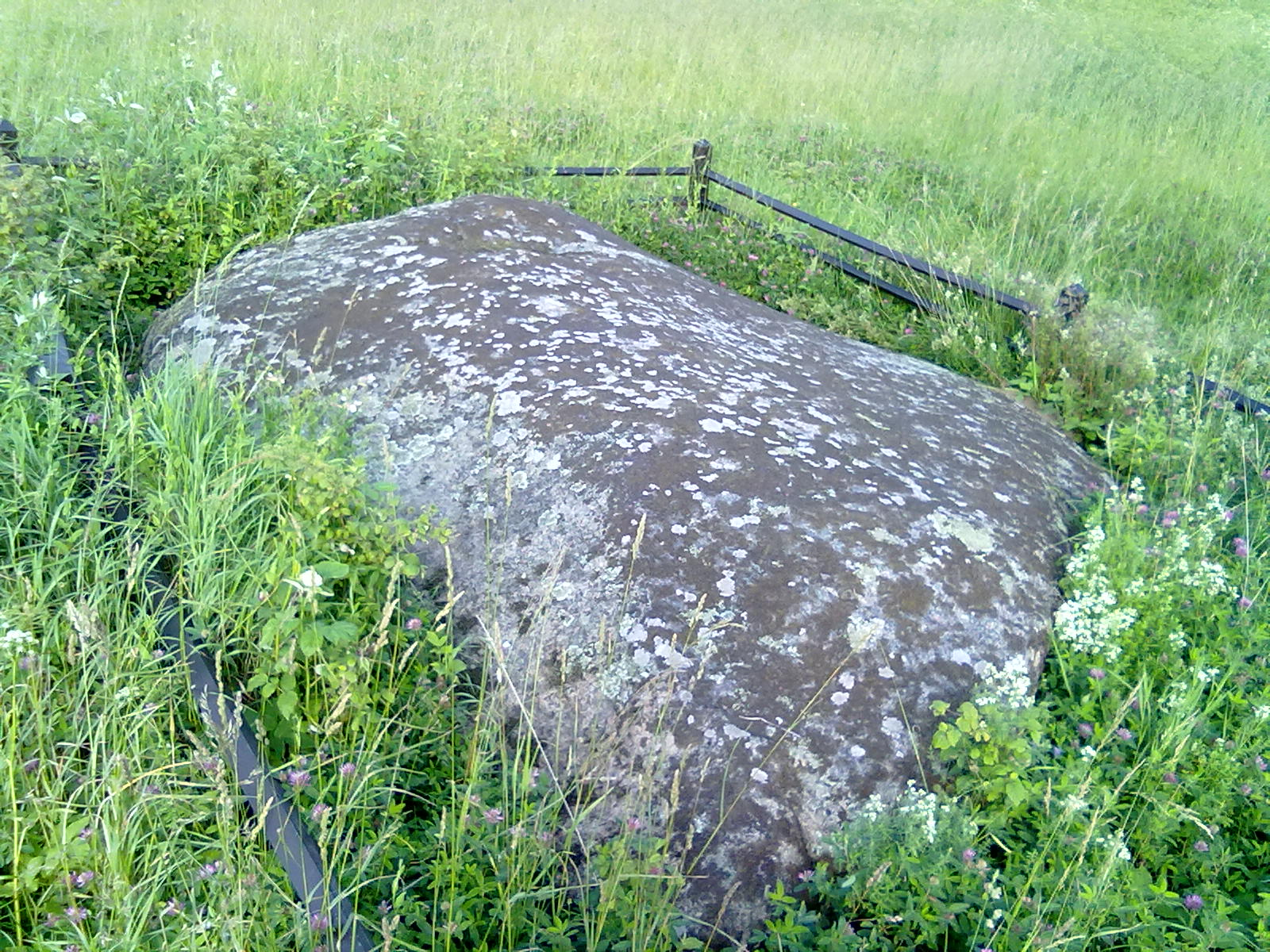
Puntukas de Biliakiemis
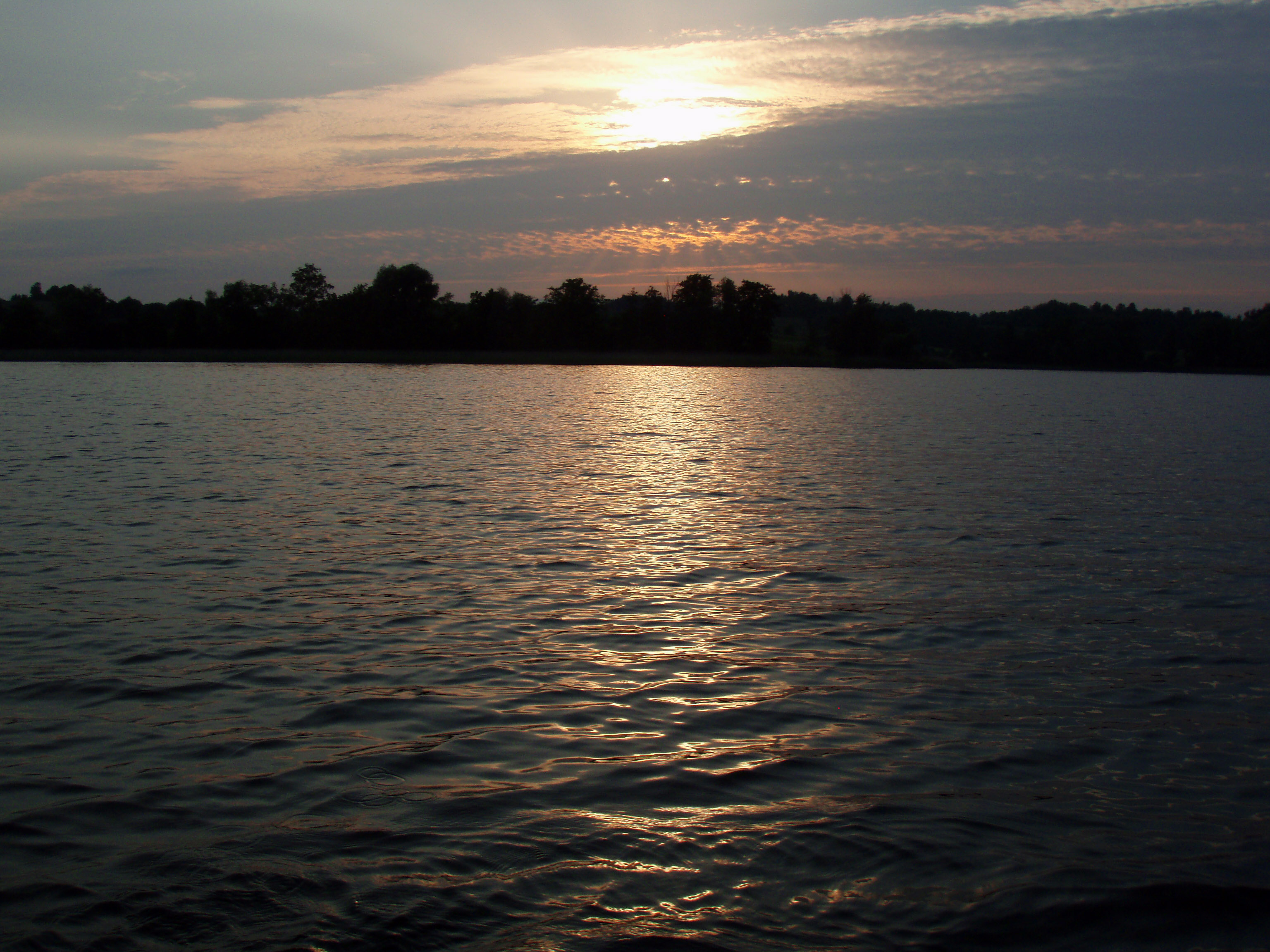
Indrajai